# Exorista rusticella
Exorista rusticella là một loài ruồi trong họ Tachinidae.